# 성 매튜 교회, 링젠드
세인트 매튜 교회(St. Matthew's Church)는 더블린의 링센드(Ringsend)와 아이리스타운(Irishtown)에 위치한 아일랜드 성공회교 교회이다.

## 역사
이 교회는 원래 1704년부터 1706년 사이에 캘프 석회암과 화강암 장식으로 지어졌다. 탑은 처음 본 교회 건물 이후 약 1713년에 추가되었다. 주목할 만한 특징으로는 교회 문 위에 있는 부러진 양각이 있다. 교회는 후에 1879년에 제임스 프랭클린 풀러(James Franklin Fuller)에 의해 개조되었다.1890년에는 토마스 드루(Thomas Drew)의 디자인으로 대리석 바닥이 설치되었다. 또한 1713년에 교회에 피라미드 모양의 첨탑이 추가되었지만, 이것은 1839년의 폭풍우 이후에 제거되었다.
교회 건립 초기부터 1871년까지는 다블린 성공회교 대주교인 윌리엄 킹(William King, 1650–1729) 박사의 요청으로 '린센드 세인트 매튜 로열 채플(Royal Chapel of St Matthew, Ringsend)'이라 불렸다. 윌리엄 킹은 교회 건설을 정부가 지불하도록 하고자 했는데, 이 교회는 앤 여왕의 법안으로 건설되었으며 후에 조지 1세에 의해 지정되었다.
1723년에 처음 교회의 목사로 존 보로(borough/burrough)씨가 임명되었다. 이전에는 돈니브룩(Donnybrook)의 성직자들이 그 역할을 수행했다. 로버트 H. 월(R.H. Wall) 목사는 교회의 사제였다. 1871년에 아일랜드 성공회교의 해산 이후 윌리엄 J. 스토니(William J. Stoney) 목사가 최초의 목사로 임명되었다. 최근 목사로는 존 마첸트(John Marchant) 목사와 레너드 러덕(Leonard Ruddock) 목사가 있었다.
2020년 성 메리의 교회가 폐쇄된 후, 돈니브룩 교구는 아이리스타운과 돈니브룩을 합쳐 아이리스타운과 돈니브룩 교구(Union of Parishes)를 형성했다.